# باري موسر
باري موسر (بالإنجليزية: Barry Moser)‏ هو فنان وبروفيسور أمريكي، ولد في 15 أكتوبر 1940 في تشاتانوغا في الولايات المتحدة.